# Cherrelle Garrett
Cherrelle Garrett (San Francisco, 7 maggio 1989) è una bobbista statunitense, campionessa mondiale in carica nel bob a due.

## Biografia
Compete professionalmente dal 2013 come frenatrice per la squadra statunitense, debutta in Coppa del Mondo il 13 dicembre 2014 a Lake Placid, all'avvio della stagione 2014/15, occasione in cui conquista anche la sua prima vittoria nel bob a due in coppia con Elana Meyers-Taylor (si ripeteranno poi nelle due gare successive a Calgary e ad Altenberg).
Ha partecipato ai campionati mondiali di Winterberg 2015 vincendo la medaglia d'oro nel bob a due con la Meyers-Taylor e piazzandosi quinta nella gara a squadre.

## Palmarès

### Mondiali
- 1 medaglia:
  - 1 oro (bob a due a Winterberg 2015).

### Coppa del Mondo
- 10 podi (tutti nel bob a due):
  - 7 vittorie;
  - 1 secondo posto;
  - 2 terzi posti.

#### Coppa del Mondo - vittorie
| Data             | Luogo       | Paese       | Disciplina                             |
| ---------------- | ----------- | ----------- | -------------------------------------- |
| 13 dicembre 2014 | Lake Placid | Stati Uniti | a due con Elana Meyers-Taylor (pilota) |
| 20 dicembre 2014 | Calgary     | Canada      | a due con Elana Meyers-Taylor (pilota) |
| 9 gennaio 2015   | Altenberg   | Germania    | a due con Elana Meyers-Taylor (pilota) |
| 30 gennaio 2015  | La Plagne   | Francia     | a due con Elana Meyers-Taylor (pilota) |
| 14 febbraio 2015 | Soči        | Russia      | a due con Elana Meyers-Taylor (pilota) |
| 5 dicembre 2015  | Winterberg  | Stati Uniti | a due con Jamie Greubel-Poser (pilota) |
| 8 gennaio 2016   | Lake Placid | Stati Uniti | a due con Jamie Greubel-Poser (pilota) |